# Peter Leboutillier
Peter Leboutillier (* 11. Januar 1975 in Minnedosa, Manitoba) ist ein ehemaliger kanadischer Eishockeyspieler, der im Verlauf seiner aktiven Karriere zwischen 1992 und 2002 unter anderem 35 Spiele für die Mighty Ducks of Anaheim in der National Hockey League (NHL) auf der Position des rechten Flügelstürmers bestritten hat. Den Großteil seiner Karriere verbrachte Leboutillier, der den Spielertyp des Enforcers verkörperte, jedoch in der American Hockey League (AHL), wo er weitere 336 Partien absolvierte.

## Karriere
Leboutillier verbrachte seine Juniorenzeit, nachdem er in der Saison 1991/92 bei den Neepawa Natives in der Manitoba Junior Hockey League (MJHL) gespielt hatte, mit Beginn der Spielzeit 1992/93 bei den Red Deer Rebels in der Western Hockey League (WHL). Ebenso hatte er im Vorjahr für deren Ligakonkurrenten Brandon Wheat Kings in der WHL debütiert und dort zwei Partien bestritten.  Letztlich absolvierte der Flügelstürmer bis zum Ende der Saison 1994/95 insgesamt 198 WHL-Partien und sammelte dabei 118 Scorerpunkte sowie 757 Strafminuten. Ebenso war der Enforcer sowohl im NHL Entry Draft 1993 in der sechsten Runde an 144. Position von den New York Islanders ausgewählt worden sowie zwei Jahre später im NHL Entry Draft 1995 abermals in der sechsten Runde an 133. Stelle von den Mighty Ducks of Anaheim. Dies war möglich gewesen, nachdem die Islanders innerhalb des zweijährigen Zeitfensters kein Interesse an einer Verpflichtung des Kanadiers gezeigt hatten.
Die Mighty Ducks entschieden sich jedoch vor der Saison 1995/96 den Stürmer mit einem Vertrag auszustatten. Leboutillier verbrachte in der Folge insgesamt fünf Spielzeiten in der Organisation der Anaheim Mighty Ducks, spielte währenddessen aber hauptsächlich für deren Farmteams in der American Hockey League (AHL). Diese waren von 1995 bis 1997 zunächst die Baltimore Bandits, anschließend für drei Jahre die Cincinnati Mighty Ducks. Für die Mighty Ducks of Anaheim selbst bestritt der Kanadier in den Spielzeiten 1996/97 und 1997/98 insgesamt 35 Partien, den Großteil davon in der zweiten Hälfte der Saison 1996/97. Im Sommer 2000 verließ Leboutillier die Mighty Ducks und unterzeichnete als Free Agent einen Vertrag beim Stadtrivalen Los Angeles Kings. Nachdem er dort das gesamte Spieljahr 2000/01 beim AHL-Kooperationspartner Lowell Lock Monsters bestritten hatte, wechselte er im September 2001 nach Europa. Er schloss sich dem englischen Klub Sheffield Steelers aus der britischen Ice Hockey Superleague (BISL) an. Mit diesen gewann er am Saisonende die Playoffrunde und beendete im Anschluss im Alter von 27 Jahren seine aktive Spielerlaufbahn frühzeitig.

## Erfolge und Auszeichnungen
- 2002 BISL-Playoffgewinn mit den Sheffield Steelers

## Karrierestatistik
(Legende zur Spielerstatistik: Sp oder GP = absolvierte Spiele; T oder G = erzielte Tore; V oder A = erzielte Assists; Pkt oder Pts = erzielte Scorerpunkte; SM oder PIM = erhaltene Strafminuten; +/− = Plus/Minus-Bilanz; PP = erzielte Überzahltore; SH = erzielte Unterzahltore; GW = erzielte Siegtore; 1 Play-downs/Relegation; Kursiv: Statistik nicht vollständig)